# 15 (альбом «Урфина Джюса»)
15 — второй студийный альбом советской рок-группы «Урфин Джюс», записанный в 1982 году.
Альбом записан в изменившемся по сравнению с предыдущим альбомом, ставшем «классическим» составе группы: Александр Пантыкин (вокал, бас-гитара, клавишные), Егор Белкин (вокал, гитара), Владимир Назимов (ударные). Альбом был выпущен (самими участниками группы) в 1982 на двух магнитофонных катушках в оригинальном оформлении, разошёлся (сравнительно большим для того времени тиражом — несколько сотен экземпляров) по стране, сделав группу известной. Альбом считается «классикой» «свердловского рока»; упоминается в монографии Александра Кушнира «100 магнитоальбомов советского рока». 
Переиздавался в 1990-е на магнитофонных кассетах, позднее — на CD-дисках.

## История альбома

### Запись и оформление
Записи второго альбома «Урфин Джюса» предшествовали полгода репетиций: по пять раз в неделю с семи до одиннадцати, а также в выходные дни. Новая программа, написанная на стихи поэта Илья Кормильцева, оказалась исчерпанной. Репетиции нового трио проходили в пригороде Свердловска Верхняя Пышма, на базе производственного объединения «Радуга», изготовлявшего детские игрушки. Александр Пантыкин устроился в «Радуге» на почётную должность руководителя вокально-инструментального ансамбля, а вернувшийся из военных лагерей Илья Кормильцев устроился там же на штатном посту технолога. Благодаря личному обаянию и витавшим в воздухе флюидам «Урфин Джюсу» удалось сделать из репетиций местный клуб, а также гарантийное письмо на оплату «Радугой» записи альбома в тон-ателье Свердловской киностудии.
Однако, на киностудии коллектив ожидал неприятности. Запись звукового ряда осуществлялась на 35-миллиметровую плёнку при помощи восьми металлических шкафов, занимавших половину студии и в реальности являвшихся каналами магнитофона. Киноплёнка при этом покрывалась магнитным слоем и по окончании записи на каждую из восьми машин синхронизировалось[что?] в монтажной, с помощью перфорации. Однако это выяснилось значительно позже. Пока Пантыкин, услышав словосочетание «восемь каналов», пригласил на запись трубача и струнный секстет консерватории. В тон-ателье киностудии Пантыкин нашёл фонотеку искусственных шумов и начал экспериментировать с их наложением. Звук оказался мутным, что даже репетиционные черновики, записанные на «Радуге», звучали лучше. В результате, вместо рок-группы слушался тяжёлый эстрадный оркестр, исполнявший смесь арт-рока, джазовых инструментальных фрагментов и классической музыки.
Уже первые записи в 1982 году показали, что этим затеям сбыться не суждено. Плохое звучание инструментов не давало никакой энергетической подзарядки и исправить положение не представлялось возможным. Вскоре это поняли сами участники записи. Александр Пантыкин не растерялся, он провёл собрание группы и вынес на повестку дня вопрос о звучании звука. Совет закончился тем, что группа поставила на альбом крест и на несколько дней ушла в запой. Тогда Пантыкину в голову пришла мысль. Отловив каждого члена коллектива он произносил речь: «Ребята! Деньги на запись выделены, и части работы нами выполнена. Никто не заставляет этот альбом тиражировать, если он нами не понравится. В этом случае мы отдадим на „Радугу“ плёнку, а сам альбом перепишем в другом месте.» После этого все временно успокоились, и запись решено было продолжить. Но теперь группе ожидали уже другие неприятности: каким получается музыкальное оформление, категорически не нравилось Кормильцеву.
Темой следующего столкновения стала продолжительность звучания альбома. Первоначально музыкантами планировалось зафиксировать только один альбом, а часть компзиции сделать «про запас». Проблема состояла в том, чтобы после окончания записи выяснить, какие композиции будут лишними. Когда на очередном собрании музыканты начали выяснять между собой, какие композиции изъять из альбома, в группе снова вспыхнул конфликт. Воспитанные на разной музыке, участники записи предлагали почти не пересекающийся набор «основных» композиций. Когда в бесконечных дебатах стало понятно, что прийти к общему знаменательному не удастся, Александр Пантыкин предложил решение: включить в альбом все песни. Так 15 стал двойным альбомом.
После завершения записи киностудия выставила производственному объединению «Радуга» счёт на сумму в размер 5000 рублей. Когда Пантыкин принёс этот документ в родной профком вместе двумя оформленными катушками, активисты сказали: «И вот эти две коробки стоят 5000 рублей?». Но отступать им было некуда — гарантийное письмо обязывало «Радугу» выплатить киностудии стоимость записи целиком.
Конечное название было придумано случайно. Александр Коротич поинтересовался, сколько всего в альбоме будет песен. Пантыкин, загибая пальцы, в ответ сказал, что, скорее всего, будет пятнадцать.
На уроках в Архитектурном институте Александр Коротич нарисовал карандашом обложку. Изображённые на развороте две руки как бы передвигали фишки с названиями песен, а все пустеющее пространства были стилизованы под актуальную в те времена космическую тематику, символизирующую глобальность данной затеи. Любопытно, что обручальное кольцо, опрометчиво нарисованное Коротичем на безымянном пальце правой руки, вызывало негодование среди свердловских поклонниц группы.

## Музыка и тематика песен
На «пятнашке» присутствовало сразу несколько 6-7 минутных композиций. В них тогда не хватало элемента здорового хулиганства. Подтверждением данного тезиса является композиция «451°F», о которой заранее было известно, что она будет открывать альбом, и репетировалась музыкантами до полного умопомрачения. После «Лишней детали» и «Человека подобие ветра» на альбоме шёл одна из известных песен «Homo Superior», эффектно сыгранная с подключением духовной секции.
Второй альбом открывается энергичном номером песни «Актёр в чёрно-белой ленте», которая язвительно анонсировалась Егором Белкиным во время неудачных концертов как «песня о трудной судьбе актёра на Западе». Из остальных композиций выделялись трагически зафланжированный «Автомобиль без управления» и «Размышления компьютера о любви».

### Выпуск
Процесс тиражирования осуществлялся следующим образом: две коробки от маленьких катушек (300 м, 30 мин.) склеивались клапанами одна с другой и в результате получался двойной альбом. Большие 525-метровые катушки не покупались принципиально, поскольку двойной альбом представлял собой редкое в то время издание и в сдвоенных катушках присутствовал определённый пафос, который работал на общую идею. Тиражирование обложки происходило в лаборатории главного фотографа газеты «Архитектор» Олега Раковича, а также у знакомых Александра Пантыкина в Челябинске и на квартире у друга «Урфин Джюса» Дмитрия Константинова. Поскольку перезапись осуществлялась бесплатно, процесс распространения альбома напоминал налаженное бесприбыльно производство.

### Хронология выпусков
| Регион | Дата | Лейбл           | Форматы                 | Каталог                   |
| ------ | ---- | --------------- | ----------------------- | ------------------------- |
| СССР   | 1982 | нет             | Бобина, компакт-кассета | нет                       |
| Россия | 1994 | Симаз           | CD                      | AR 002 AR 002-2           |
| Россия | 1995 | Moroz Records   | CS                      | MR 95080 MC1 MR 95080 MC2 |
| Россия | 2001 | CD Land Records | CD                      | CDLREC 497-01             |

## Отзывы и критика
Александр Пантыкин считает, что в 1982 году подобную музыку никто не играл. Несмотря на корявые местами тексты, напоминавшие социалистическую агитацию с элементами тоталитарного примитивизма, всесоюзную известность свердловскому року принёс именно «Урфин Джюс».
Подобная работа не могла не принести свои плоды — правда, своеобразные. «Урфин Джюс» возглавил все «чёрные списки», и чиновники от Министерства культуры СССР стали запрещать коллектив несколько раз в году. Местные рок-музыканты настороженно относились к подобной деятельности Пантыкина.

## Список композиций
Автор всей музыки — Александр Пантыкин, кроме «Призрачный гость» (Александр Пантыкин, Юрий Богатиков, Александр Плясунов).

Автор всех текстов — Илья Кормильцев.

Аранжировка — группа «Урфин Джюс».
| №   | Название                         | Длительность |
| --- | -------------------------------- | ------------ |
| 1.  | «451°F»                          | 7:27         |
| 2.  | «Мир на стене»                   | 5:35         |
| 3.  | «Лишняя деталь»                  | 5:11         |
| 4.  | «Человек наподобие ветра»        | 3:40         |
| 5.  | «Homo Superior»                  | 3:38         |
| 6.  | «Призрачный гость»               | 7:02         |
| 7.  | «Мышь»                           | 3:05         |
| 8.  | «Актёр в чёрно-белой ленте»      | 5:24         |
| 9.  | «Ты слишком неподвижен»          | 4:00         |
| 10. | «Пропасть»                       | 6:29         |
| 11. | «Тупик»                          | 3:48         |
| 12. | «Автомобиль без управления»      | 6:23         |
| 13. | «Кукла»                          | 4:22         |
| 14. | «Размышления компьютера о любви» | 4:55         |
| 15. | «Другая сторона холма»           | 5:54         |

## Участники записи
- Александр Пантыкин — вокал, бас-гитара, клавишные инструменты;
- Егор Белкин — гитара, бэк-вокал ,вокал, банджо;
- Владимир Назимов — барабаны.

### Дополнительные музыканты
- В. Часов — труба;
- И. Аввакумова, И. Диченко, М. Кусайло, Л. Зухова, М. Носкова, Л. Шашкова — струнные;
- Виктор Резников — губная гармошка.

### Технический персонал
- Звукооператор — Сергей Сашнин;
- Ассистенты звукооператора — Сергей Морозенко и Николай Косарев;
- Звукооператор группы «Урфин Джюс» — Виктор Резников;
- Оформление альбома — Александр Коротич;
- Фотографии — Олег Ракович;
- Аннотация и тексты (вкладка) — Илья Кормильцев.

Запись сделана в апреле 1982 года в Свердловске, в тон-ателье Свердловской киностудии.